# Phaonia pallidula
Phaonia pallidula este o specie de muște din genul Phaonia, familia Muscidae, descrisă de Daniel William Coquillett în anul 1902. Conform Catalogue of Life specia Phaonia pallidula nu are subspecii cunoscute.